# Basil Schader

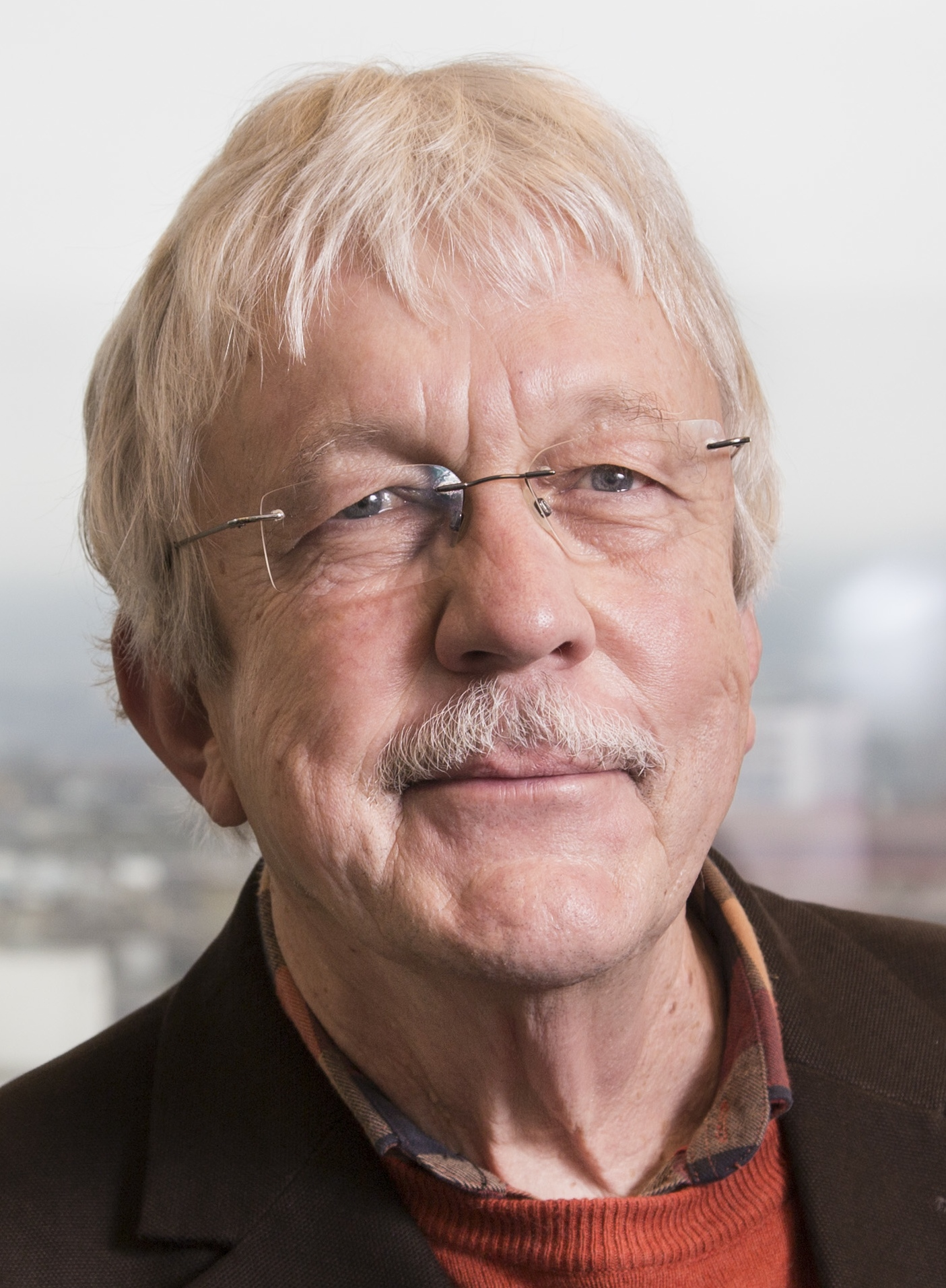
Basil Schader (2014)

Basil Schader (* 19. Oktober 1951 in Zürich) ist ein Schweizer Germanist, Albanologe, Sprachdidaktiker und Autor. Er ist Autor wissenschaftlicher Publikationen, von Lehrmitteln, didaktischen Handbüchern, belletristischen Texten sowie literarischer Übersetzer aus dem Albanischen.

## Werdegang
Schader wuchs in Zürich auf; seine Eltern waren der Architekt Jacques Schader (1917–2007) und Eira Annemarie Schader-Berger (1919–2018). Nach der Matura studierte er in Zürich und Tübingen klassische Philologie, brach das Studium aber 1973 ab. Von 1974 bis 1976 liess er sich am Oberseminar des Kantons Zürich zum Primarlehrer ausbilden. 1979 begann er an der Universität Zürich ein Studium der Germanistik, Pädagogik und Literaturkritik, das er 1985 mit einer Dissertation über den Zürcher Sprachdidaktiker Johann Jakob Redinger (1619–1688) abschloss. 1987 bis 1989 folgte ein Zusatzstudium in Volkskunde/europäischer Ethnologie, ab 1999 ein Fernstudium in albanischer Sprache und Literatur an der Universität Tirana, das er 2005 mit einem Doktorat abschloss.
Von 1976 bis 1981 war Schader Unterstufenlehrer in Hinwil, ab 1982 Deutschdidaktiker am Primarlehrerseminar des Kantons Zürich beziehungsweise an der Pädagogischen Hochschule Zürich (PHZH), wo er von 2002 bis 2011 den Bereich Deutsch als Zweitsprache leitete. Seit 2008 arbeitete er im Teil-, später im Vollpensum als Projektleiter für das Zentrum International Projects in Education (IPE) an der PHZH. Ende 2016 wurde er pensioniert. Neben seinen beruflichen Aktivitäten war Schader tätig als Autor und Redaktor von Lehrmitteln und didaktischen Handbüchern, Leiter von Fortbildungsveranstaltungen im In- und Ausland und Mitglied von Kommissionen und Arbeitsgruppen.
Seit 1992 ist er verheiratet mit Erica Bauhofer Schader (verstorben am 10. Juli 2022).

## Inhaltliche Schwerpunkte
Schwerpunkte bildeten zunächst die Comenius-Forschung (1983–1986) und volkskundliche Untersuchungen zur nationalen Festkultur der Gegenwart (Leitung eines gleichnamigen Forschungsprojekts im Rahmen des Nationalen Forschungsprogramms 21; 1988–1990). Ab 1993 spezialisierte sich Schader im Bereich Interkulturelle Pädagogik und Mehrsprachigkeitsdidaktik und war Mitglied verschiedener multinationaler Forschungsgruppen. In seinen diesbezüglichen Publikationen legte er einen speziellen Akzent auf die unterrichtspraktische Nutzung und Umsetzung wissenschaftlicher Erkenntnisse.
Den primären Forschungsschwerpunkt seit 2002 bildeten die sprachlichen Kompetenzen und der Schulerfolg albanischsprachiger Kinder und Jugendlicher in der Deutschschweiz sowie der albanische herkunfts- beziehungsweise muttersprachliche Unterricht und Möglichkeiten zu dessen qualitativer Verbesserung. Neben entsprechenden Publikationen leitete er von 2013 bis 2015 im Auftrag des IPE das Netzwerk Erst-, Zweit-Interkultur (NEZI) mit Teilnehmenden aus der Schweiz, Albanien, Kosovo und Nordmazedonien sowie Kooperationsprojekte mit der Republik Kosovo zur Entwicklung von Lehrmittelstandards und von aktuellen Materialien für den albanischen muttersprachlichen Unterricht.
Von 2014 bis 2016 betreute er die Konzeption und Herausgabe der mehrsprachigen Reihe «Materialien für den herkunftssprachlichen Unterricht» und, in Zusammenarbeit mit Sabrina Marruncheddu, die dazu gehörende Website. 1996 erhielt er zusammen mit Femzi Braha den Preis der Peter-Hans-Frey Stiftung für besondere pädagogische Leistungen.
Seit 2021 schreibt Schader belletristische Werke. Für den Band 'Schweiz, sonderbare Schweiz. Fakten, Fakes und fast Vergessenes' verwendete er neben seinem eigenen Namen auch die Pseudonyme Rex Luftkatz und G.V. Miffensohn.

## Engagement in und für Albanien
Zusammen mit seiner Frau engagiert sich Schader seit 1996 in der weitläufigen Gemeinde Balldren (heute Teil der Zentrumsgemeinde Lezha) in Nordalbanien für das Schulwesen. Mithilfe von Sponsoren konnten in den Ortsteilen Torovica, Kolajak und Shkëmbi i Kuq Schulgebäude ausgebaut und saniert werden, diese und weitere Schulen werden zudem regelmässig infrastrukturell (Computer, Bücher, Sportgeräte) unterstützt. In der Schweiz ist beziehungsweise war Schader Gründungs- und Vorstandsmitglied der Gesellschaft «Arsimi» zur Zusammenarbeit mit albanischen Bildungsinstitutionen und des Institut «Suisse d’Etudes Albanaises» (ISEAL). 2002 erhielt das Ehepaar Schader die Ehrenbürgerschaft der Gemeinde Balldren, 2003 die Ehrenmitgliedschaft des albanischen Lehrer- und Elternvereins «Naim Frashëri» in der Schweiz.

## Schriften (Auswahl)

### Als Autor
- mit Walter Leimgruber FestGenossen. Über Wesen und Funktion der eidgenössischen Verbandsfeste.Helbling und Lichtenhahn, Basel 1993, ISBN 3719012441.
- Die Wörterbrücke. Zweisprachige Schulwörterbücher für die Sprachen Albanisch, Türkisch, Portugiesisch, Kroatisch/Serbisch/Bosnisch. Lehrmittelverlag des Kantons Zürich, Zürich 1996.
- Hilfe! Help! Aiuto! (Ill. Jürg Obrist) Orell Füssli, Zürich 1999 (Erstleseheft für die mehrsprachige Klasse, illustriert von Jürg Obrist), ISBN 3280027551. Dazu didaktisches Begleitheft, ISBN 3280027659.
- Shqyrtime gjuhësore rreth kontaktit mes shqipes dhe gjermanishtes në Zvicër. Kristallina K_H, Tirana 2005, ISBN 9994362542.
- mit Andrea Haenni Hoti: Albanischsprachige Kinder und Jugendliche in der Schweiz. Hintergründe, sprach- und schulbezogene Untersuchungen. Verlag Pestalozzianum, Zürich 2006, ISBN 978-3-03755-045-8.
- Sprachenvielfalt als Chance. Das Handbuch. Hintergründe und 101 praktische Vorschläge für den Unterricht in mehrsprachigen Klassen. 2., erweiterte Auflage, Orell Füssli/Bildungsverlag EINS, Zürich/Troisdorf 2013, ISBN 978-3-427-24310-6.
- I dashur mik! … Përzemërsisht. Kujtime nga letërkembimi elektronik mes Arif Demollit dhe Bazil Shaderit 2006–2017. Botime Artini, Prishtina 2017, ISBN 9789951690423.
- Wo man sich noch Gevatter sagt. Bukolische Gedichte. Verlag Zocher&Peter, Zürich 2021, ISBN 978-3-907159-39-2
- Schweiz, sonderbare Schweiz. Fakten, Fakes und fast Vergessenes. Edition Königstuhl, Zürich 2023, ISBN 978-3-90733940-4
- Der Autor sucht, der Autor flucht. Kopfgeburten, Texthappen, Geflunker. Edition Königstuhl, Zürich 2024, ISBN 978-3-907339-58-9
- Lebens Läufe. Experimentelle Kurzbiografik. Edition Königstuhl, Zürich 2025, ISBN 9783907339831

### Als Herausgeber und Co-Autor
- Reihe Didaktische Materialien für den Herkunftssprachlichen Unterricht. Orell Füssli, Zürich 2016, ISBN 9783280041178 etc.
- Zur Dynamik des Aufwachsens in und zwischen verschiedenen Norm- und Bezugssystemen. (= Dokumentationsreihe DOK des IPE, vol. 1 und 2) 2 Bände in deutscher und albanischer Sprache, Printing press, Prishtina 2016/17.
- Deine Sprache – meine Sprache. Handbuch zu 19 Migrationssprachen und zu Deutsch. Erweiterte und aktualisierte Neuausgabe, Lehrmittelverlag Zürich, Zürich 2020, ISBN 9783037138526.

### Übersetzungen
- Helena Kadare: Eine Frau aus Tirana. Roman; aus dem Albanischen übersetzt von Basil Schader. Residenz-Verlag, St. Pölten/Salzburg 2009, ISBN 9783701715312.
- Arif Demolli: Es war ein Dorf in Kosova. Die Lebenden und die Toten meiner Kindheit. Aus dem Albanischen übersetzt und mit Anmerkungen versehen von Basil Schader. Waldgut-Verlag, Frauenfeld 2011, ISBN 9783037402627.
- Enver Hoxha: Kindheitsjahre. Erinnerungen an Gjirokastra 1908–1927. Kommentierte Studienausgabe; herausgegeben, kommentiert und übersetzt von Basil Schader.  Böhlau Verlag, Wien 2021, ISBN 978-3-205-21305-5.
- Fatos Kongoli: In Zeiten der Pandemie. Aus dem Albanischen und mit einem Nachwort von Basil Schader. Verlag Zocher&Peter, Zürich 2022, ISBN 978-3-907159-37-8.
- Eni Vasili: Ich habe getötet. Berichte aus einem albanischen Frauengefängnis. Aus dem Albanischen und mit einem Nachwort von Basil Schader. Wieser-Verlag, Klagenfurt 2024, ISBN 978-3-99029-637-0.
- Fatos Kongoli: Bolero im Haus der zwei Alten. Aus dem Albanischen und mit einem Nachwort von Basil Schader. Wieser Verlag, Klagenfurt 2025, ISBN 978-3-99029-669-1.